# 日村 (日内瓦州)
日村（法語：Gy）是瑞士联邦西部法语区的日内瓦州下设的一个镇。日村的总面积为3.28平方公里。截至2011年底，总人口为480。